# کشتارهای لیپایا
کشتارهای لیپایا به مجموعه‌ای از اعدام‌های دسته‌جمعی، بسیاری از آن‌ها علنی یا نیمه‌علنی، درون و در نزدیکی شهر لیپایا (به آلمانی: Libau)، گفته می‌شود که در ساحل غربی لتونی در سال ۱۹۴۱ پس از اشغال لتونی توسط آلمان رخ دادند. عاملان اصلی این کشتارها تشکیلات آینزاتس‌گروپن، اس دی، اوردنونگس‌پولیتزای یا اورپو و نیروهای کمکی پلیس و شبه‌نظامی لتونی بودند. سربازان ورماخت و پرسنل نیروی دریایی آلمان نیز در جریان تیراندازی‌ها حضور داشتند. علاوه بر یهودیان، آلمانی‌ها و همدستان لتونیایی آنها کولی‌ها، کمونیست‌ها، بیماران روانی، و افراد به اصطلاح «گروگان» را نیز کشتند. برخلاف اکثر کشتارهای هولوکاست در لتونی، کشتارها در لیپایا در مکان‌های باز و به شکل آشکارا انجام شدند. حدود ۵۰۰۰ از ۵٬۷۰۰ یهودی زندانی شده در لیپایا، اکثراً در سال ۱۹۴۱، تیرباران شدند. این کشتارها در مکان‌های مختلف درون و بیرون از شهر از جمله پارک راینیس در مرکز شهر و مناطق نزدیک بندر، استادیوم المپیک و فانوس دریایی رخ دادند. بزرگترین کشتار، شامل ۲۷۳۱ یهودی و ۲۳ کمونیست، در تپه‌های شنی اطراف شهرک اشکده، در شمال مرکز شهر رخ داد. این کشتار که در زمینی آموزشی رهاشده از ارتش لتونی رخ داد، توسط نیروهای آلمانی و همدستانشان از ۱۵ تا ۱۷ دسامبر سال ۱۹۴۱ صورت گرفت. به جز مورد ریگا، دربارهٔ کشته شدن یهودیان لیپایا بیش از هر شهر دیگری در لتونی اطلاعات در دست است.

## پیشینه
آلمانی‌ها به لیپایا به دیده شهری با اهمیت استراتژیک نگاه می‌کردند. این شهر پایگاه نیروی دریایی بود و بندرگاهی بین‌المللی داشت. از این روی، گمان بر این می‌رفت که جمعیت محلی رویکرد گرمی به کمونیسم داشته باشند. ارتش آلمان تصرف شهر در نخستین روز حمله به لتونی (یکشنبه ۲۲ ژوئن ۱۹۴۱) را در برنامه خود داشت. حمله به لیپایا توسط واحد پیاده‌نظام ۲۹۱ام صورت گرفت. آن‌ها با مقاومت قابل توجهی از سوی ارتش سرخ و دیگر نیروهای شوروی روبرو شدند و تک‌تیراندازان شوروی تا چند روز پس از تصرف شهر درون آن با نیروهای آلمانی می‌جنگیدند. در جریان این نبرد، بخش‌های بسیاری از شهر ویران شدند و برای چند روز سوختند.

## آغاز تیراندازی‌ها
در لتونی، هولوکاست از شب ۲۳ ژوئن تا ۲۴ ژوئن ۱۹۴۱ و با کشته شدن شش یهودی محلی، از جمله داروساز شهر، در گورستان کلیسا آغاز شد؛ اعضای زوندرکماندو 1a این افراد را در گروبینا، شهرکی در نزدیکی لیپایا، کشتند. هنگامی که خود لیپایا در ۲۹ ژوئن ۱۹۴۱ سقوط کرد، «شکار یهودیان در نخستین ساعات اشغال آغاز شد.» ازرگایلیس تخمین می‌زند که حدود ۵۷۰۰ یهودی لیپایا و مناطق اطراف آن به دست آلمانی‌ها افتادند.
در ۲۹ و ۳۰ ژوئن ۱۹۴۱، سربازان آلمانی اقدام به تیراندازی‌های تصادفی به یهودیان در لیپایا کردند؛ در این تیراندازی‌ها حدود ۹۹ یهودی (بعلاوه یا منهای ۳۰ تن) کشته شدند. تیراندازی‌ها تقریباً بلافاصله آغاز شدند. برای نمونه، در ساعت ۵:۰۰ بعد از ظهر ۲۹ ژوئن، سربازان آلمانی در حال ورود، ۷ یهودی و ۲۲ لتونیایی را دستگیر و به آنها درون یک گودال ناشی از بمب در وسط خیابان Ulicha شلیک کردند. ساعت ۹:۰۰ شب در همان روز سربازان آلمانی به خیابان رفته، در آنجا همه ساکنان را جمع کردند و از آنها پرسیدند که آیا ایشان پناهندگان از آلمان هستند. یک نفر، والتر (یا ویکتور) هان، رهبر ارکستر که در ۱۹۳۸ از وین فرار کرده بود ، قدم جلو گذاشت و بلافاصله مورد اصابت گلوله قرار گرفت. (منبع دیگری می‌گوید که هان توسط گروهی از لتونیایی که توسط نازی‌ها تحریک شده بود، کشته شد.) روز بعد، ۳۰ ژوئن، سربازان به بیمارستان شهر رفتند، چندین پزشک و بیمار یهودی را دستگیر کردند، و با نادیده گرفتن اعتراض کارکنان لتونیایی بیمارستان، به دستگیرشدگان شلیک کردند. در میان قربانیان، ماشا بلومناو ۱۰ ساله بود.

## کشتار پارک راینیس
در ۲۹ ژوئن ۱۹۴۱، یک گروه از آینزاتس‌کماندو 1a، تحت فرماندهی اس‌اس-اوبراشتورمبانفورر رایخرت وارد لیپایا شد. یکی از نخستین افرادی که آینزاتس‌کماندو 1a در ۳۰ ژوئن کشت، آرون فرانکل نوازنده بود، که از آنجا که نمی‌دانست که آینزاتس‌کماندو مقر خود را در محل کار وی، هتل سن پترزبورگ ایجاد کرده بود، در محل کار خود حاضر شد. وی به عنوان یهودی شناسایی و بلافاصله تیرباران شد.
در طول نبردها، نیروهای شوروی خندق‌هایی دفاعی در پارک راینیس در مرکز لیپایا حفر کرده بودند. در ۳ و ۴ ژوئیه ۱۹۴۱، در نخستین کشتار مستند شده خود در لیپایا، مردان آینزاتس‌کماندو 1a به فرماندهی رایخرت و همه آلمانی‌های عضو اس دی، یهودیان را گرد آورده و آن‌ها را به سوی این خندق‌های درون پارک حرکت دادند. هنگامی که قربانیان درون خندق‌ها قرار گرفتند، تیرباران شده و اجسادشان به درون خندق رانده شدند. مشخص نیست چه تعداد در این تیراندازی کشته شدند؛ تخمین‌ها از ده‌ها تا ۳۰۰ را در بر می‌گیرند. پس از جنگ، کمیسیون تحقیق اتحاد جماهیر شوروی به این نتیجه رسید که ۱۴۳۰ تن در تیراندازی در این پارک کشته شدند؛ تخمینی که به باور ازرگایلیس اغراق‌آمیز است. بعدها یکی از شرکت‌کنندگان، هری فریدریکسون، شهادت داد که در یک کشتار که در آن شرکت داشت، ۱۵۰ تن کشته شدند.

## معیارهای ضدیهودی
به عنوان پایگاهی دریایی، لیپایا تحت فرماندهی نیروی دریایی آلمان، کریگسمارینه قرار گرفت. فرمانده ستوان (Korvettenkapitan) اشتاین به عنوان فرمانده شهر گماشته شد. در یک ژوئیه ۱۹۴۱، اشتاین دستور داد که به ازای هر اقدام خرابکارانه، به ده گروگان شلیک شود و با ادعای اینکه سربازان ارتش سرخ با لباس غیرنظامی در میان مردم پنهان شده‌اند، غیرنظامیان را در منطقه مورد هدف قرار داد. این نخستین اعلامیه تهدید به شلیک به گروگان‌ها در لتونی بود. در ۵ ژوئیه ۱۹۴۱، کاپیتان بروکنر که جایگزین اشتاین شده بود مجموعه‌ای از مقررات ضدیهودی را صادر کرد. این‌ها در یک روزنامه محلی، Kurzemes Vārds منتشر شدند. به شکل خلاصه، این موارد شامل زیر می‌شدند:
- همه یهودیان باید ستاره زرد در جلو و پشت لباس خود بپوشند؛
- ساعت خرید یهودیان به ۱۰:۰۰ صبح تا ۱۲:۰۰ ظهر محدود شد. یهودیان تنها در طی این ساعات و از ساعت ۳:۰۰ تا ۵:۰۰ بعد از ظهر اجازه خروج از اقامتگاه‌های خود را داشتند.
- یهودیان از برگزاری مراسم همگانی و حمل و نقل منع شده بودند و نمی‌بایست در ساحل قدم می‌زدند.
- اگر یهودیان با یک اونیفورم‌پوش آلمانی روبرو می‌شدند ملزم به ترک پیاده‌رو بودند.
- مغازه‌های یهودی موظف بودند تابلوی «تجارت متعلق به یهودیان» را در ویترین خود نمایش دهند.
- یهودیان می‌بایست همه رادیوها، ماشین تحریر، لباس فرم، اسلحه و وسایل حمل و نقل را تحویل می‌دادند.[۱۴]

## کشتار «گروگان‌ها» در ۷ ژوئیه
در ۳ یا ۴ ژوئیه، ارهارت گرائول، فرمانده یک گروه از آینزاتس‌کماندو ۲، با حدود ۳۰ تن که اکثر آنها از گردان پلیس ۹ اوردنونگس‌پولیتزای بودند، وارد شهر شد. رایخرت در آن هنگام درگیر تیراندازی‌های پارک راینیس بود، که وی از آن برای گرائول به عنوان «یک مأموریت ویژه» نام برد. روز بعد از ورود گرائول، رایخرت آنجا را ترک کرد. گرائول مسئولیت زندان زنان را تحویل گرفت و از آن به عنوان بازداشتگاهی برای اهداف رژیم نازی استفاده کرد. بیشتر زندانیان یهودی بودند، اما کمونیست‌ها و هواداران کمونیسم نیز دستگیر شدند. شایعاتی منتشر شد مبنی بر اینکه یهودیان مسئول جنایات کمونیست‌ها در دوران رژیم شوروی در لیپایا بوده‌اند. شبه‌نظامیان لتونیایی بیشتر دستگیری‌ها را انجام می‌دادند. در ۶ ژوئیه ۱۹۴۱، ورنر هارتمن، خبرنگار جنگ آلمانی، زندان زنان را چنان پر از زندانی توصیف کرد که دیگر جایی برای دراز کشیدن آنها وجود نداشت.
نخستین تیراندازی‌هایی که توسط گرائول انجام شد مربوط به حدود ۳۰ یهودی و کمونیست بود که میان ۵ تا ۷ ژوئیه دستگیر شده بودند، و در ۷ ژوئیه ۱۹۴۱ به عنوان «گروگان» طبق فرمان کاپیتان اشتاین مربوط به یکم ژوئیه ظاهراً به تلافی تیراندازی به سوی گشت‌های آلمانی در حوالی لیپایا اعدام شدند. گرائول از هر پنج زندانی یکی را برای اعدام انتخاب کرد و مردان وی آن‌ها را در ساحل تپه‌های شنی نزدیک به فانوس دریایی تیرباران کردند. تعداد کشته‌ها در جریان کشتار گروگان‌ها در دادگاه گرائول پس از جنگ ۳۰ تن اعلام و توسط آندِرس و دوبروفسکیس ۲۷ به‌علاوه منهای ۱۶ برآورد شد.

## تیراندازی‌های ۸–۱۰ ژوئیه
در حوالی ۷ ژوئیه ۱۹۴۱، رایخرت با پیامی از سوی فرانتس اشتالکر، فرمانده آینزاتس‌گروپ A، که گرائول را متهم می‌کرد که افراد را با سرعت کافی اعدام نمی‌کند، به لیپایا بازگشت. گرائول فهرستی از افرادی را که دستگیر کرده بود به رایخرت نشان داد. رایخرت تعدادی از نام‌های این فهرسترا بررسی کرد و خواستار تیرباران فوری آن‌ها شد. گرائول به دستیار خود، به نام نیومان، دستور داد که اعدامی را ترتیب دهد. در ۸، ۹ و ۱۰ ژوئیه، مردان گرائول هر روز ۱۰۰ مرد را، تقریباً همگی یهودی، تیرباران می‌کردند. آنها از زندان زنان در گروه‌های ۲۰ نفره به محل اعدام منتقل می‌شدند.
طبق شهادت‌های بعدی هارتمان، او در ۸ ژوئیه از ساعت ۱۱:۰۰ صبح تا ۵:۰۰ در محل کشتار حضور داشت و شاهد کشته شدن حدود ۲۰۰ تن بود. روش کار این بود که «مبارزان آزادی‌خواه» لتونیایی (به بیان هارتمان) قربانیان را هر بار ده نفره به درون خندقی طولانی منتقل می‌کردند که به یک گودال ختم می‌شد. در آنجا آنها در یک ردیف دوتایی قرار می‌گرفتند و اغلب توسط آلمانی‌ها، اما گاه توسط لتونیایی‌ها، تیرباران می‌شدند. ناحیه اطراف محل اعدام توسط آلمانی‌ها و لتونیایی‌های دارای بازوبندهای قرمز-سفید-قرمز محافظت می‌شد.
اعدام‌های آغازین کمینه هر دو هفته یک بار در ساحلی در جنوب فانوس دریایی روی می‌دادند. در آغاز، جوخه‌های اعدام آلمانی بودند، اما بعدها گروه کاری ویژه‌ای از لتونیایی‌ها جایگزین آن‌ها شد.
بعدها گرائول در دادگاه پس از جنگ خود شهادت داد که به دلیل اضطراب ناشی از کشتارهای ۸ ژوئیه تا ۱۰ ژوئیه، درخواست مرخص شدن از فرماندهی را داده بود. درخواست او توسط فرمانده آینزاتس‌کماندو ۲، رودولف باتس پذیرفته شد و در پایان ماه اکتبر، گرائول برای تحصیل در رشته حقوق به آلمان بازگشت. با این حال، به گفته ازرگایلیس وی پیش از بازگشت به آلمان، و علی‌رغم ادعای خود مبنی بر شوک ناشی از کشتارهای ۸ تا ۱۰ ژوئیه، از لیپایا به شهر نزدیک ونتسپیلس رفت و در آنجا نیز کشتارهای دیگری را ترتیب داد.

## ۲۴–۲۵ ژوئیه: ورود نیروهای آراس
۲۲ ژوئیه ۱۹۴۱: «... اینجا حدود ۸٬۰۰۰ یهودی … با این تعداد از کارکنان اس‌اس نزدیک ۱ سال طول خواهد کشید، که این برای هدف آرام‌سازی لیباو پذیرفتنی نیست.»
۲۷ ژوئیه ۱۹۴۱: «مسئله یهود در لیباو با اعدام ۱٬۱۰۰ مرد یهودی توسط کماندو اس‌اس ریگا در ۲۴ و ۲۵ ژوئیه حل شد.»

—هانس کاولماخر، دریادار لیباو.
در ۱۰ یا ۱۱ ژوئیه اس‌اس-اونتراشتورمفورر (ستوان دوم) ولفگانگ کوگلر جایگزین گرائول شد. تحت نظارت کوگلر، کشتارها با نرخ حدود دو بار در هفته رخ می‌دادند. تیراندازی به گروه‌های کمی از یهودیان بعد از ۱۰ ژوئیه نیز ادامه داشت و هر شب اتفاق می‌افتاد. تعداد قربانیان اغلب در هر بار کمتر از ۱۰ تن بودند، که الگوی ویژه کوگلر در لیپایا بود. تعداد دقیق کشته‌شدگان در این اقدامات مشخص نیست، اما توسط آندِرس و دوبرفسکیس ۸۱ نفر به‌علاوه منهای ۲۷ تن تخمین زده شده‌است. آندرس و دوبرفسکیس تعداد کل قربانیان را ۳۸۷ تن، به‌علاوه منهای ۱۳۰ تن تخمین زده‌اند. اوتو فیشر، مربی فوتبال یهودی و بازیکن سابق تیم ملی اتریش، در کشتارهای ماه ژوئیه کشته شد.
در ۱۶ ژوئیه ۱۹۴۱، هانس کاولماخر به عنوان فرمانده نیروی دریایی آلمان در لیپایا گماشته شد. در ۲۲ ژوئیه، کاولماخر تلگرافی را به فرماندهی بالتیک نیروی دریایی آلمان در کیل فرستاد که در آن عنوان کرد که می‌خواهد ۱۰۰ نیروی اس‌اس و پنجاه تن شوتزپولیزای («پلیس محافظ») را برای «اجرای سریع مسئله یهود» به لیپایا بفرستد. منظور کاولماخر از «اجرای سریع»، همان «کشتار سریع» بود. دستگیری گسترده مردان یهودی بلافاصله در لیپایا آغاز شد و تا ۲۵ ژوئیه ادامه داشت. آراس کماندو از ریگا برای شرکت در تیرباران‌ها که در ۲۴ و ۲۵ ژوئیه رخ دادند، آورده شد. حدود ۹۱۰ مرد یهودی اعدام شدند، به‌علاوه یا منهای ۹۰ تن . اظهارات منابع دیگر مبنی بر کشته شدن ۳۰۰۰ تن (وسترمن) و ۳۵۰۰ تن (کمیسیون ویژه شوروی) نادرست هستند.
این نخستین اقدام آراس بعدها توسط گئورگ روزنستوک، فرمانده گروهان دوم گردان ۱۳ نیروی ذخیره پلیس توصیف شد. روزنستوک پس از جنگ شهادت داد که هنگامی که او و یگانش در ژوئیه ۱۹۴۱ به لیپایا رسیدند، از برخی تفنگداران دریایی شنیده بودند که یهودیان به‌طور مداوم در شهر اعدام می‌شوند و این تفنگداران برای تماشای اعدام‌ها به بیرون می‌روند. چند روز بعد، روز شنبه، ۲۴ ژوئیه ۱۹۴۱، روزنستوک یهودیانی را (که آن‌ها را توسط ستاره‌های زردرنگ بر لباس‌هایشان شناخت) دید که در پشت یک کامیون خم شده‌اند و توسط لتونیایی‌های مسلح محافظت می‌شوند. روزنستوک که خود در یک وسیله نقلیه بود، کامیون را به سوی شمال شهر دنبال کرد تا به ساحل نزدیک پایگاه دریایی رسید. در آنجا کوگلر، برخی از مردان اس‌دی و تعدادی از یهودیان را دید.
یهودیان روی زمین خم شده بودند. آنها ناچار بودند به صورت گروهی حدوداً ده نفره تا لبه گودال راه بروند. در اینجا آنها توسط غیرنظامیان لتونیایی تیرباران شدند. تعداد زیادی از ناظران آلمانی از نیروی دریایی و رایخسبان [راه‌آهن ملی] از منطقه اعدام بازدید کردند. من رو به کوگلر کردم و بدون هیچ شک و تردیدی گفتم که غیرقابل تحمل است که تیراندازی در مقابل تماشاگران انجام می‌شود.

## کشتار کولی‌ها
مردم کولی (در آلمانی «Zigeuner») نیز از جمله اهداف نازی‌ها بودند. در ۴ دسامبر ۱۹۴۱، هینریش لوهس فرمانی صادر کرد که در آن آمده بود:
کولی‌هایی که در حومه شهر پرسه می‌زنند خطری دو چندان دارند:
1. به عنوان ناقلان بیماری‌های همه‌گیر، همچون تیفوس؛
2. به عنوان عناصر غیرقابل اعتماد که نه از مقررات صادر شده توسط مقامات آلمانی تبعیت می‌کنند و نه حاضر به انجام کارهای سودمند هستند.

سوءظن موجهی وجود دارد که آن‌ها اطلاعاتی را در اختیار دشمن قرار می‌دهند و در نتیجه به هدف آلمان آسیب می‌رسانند؛ بنابراین من دستور می‌دهم که با آنها همچون یهودیان رفتار شود.
همچنین زندگی کولی‌ها در کنار ساحل، که شامل لیپایا نیز می‌شد، ممنوع شد. در ۵ دسامبر ۱۹۴۱، پلیس لتونی در لیپایا ۱۰۳ کولی (۲۴ مرد، ۳۱ زن و ۴۸ کودک) را دستگیر کرد. از میان این افراد، پلیس لتونی ۱۰۰ تن را تحت اختیار رئیس پلیس آلمان فریتس دیتریش قرار داد تا «پیگیری» شوند (به آلمانی zu weiteren Veranlassung)؛ که حسن تعبیر نازی‌ها برای قتل بود. در ۵ دسامبر ۱۹۴۱، همه ۱۰۰ نفر در نزدیکی فرائنبورگ کشته شدند.
تا ۱۸ مه ۱۹۴۲، پلیس آلمان و فرمانده اس‌اس در لیپایا در یک سیاهه نشان داد که در دوره زمانی نامشخصی پیش از آن تاریخ، ۱۷۴ کولی با تیراندازی کشته شده‌اند. سیاست آلمان در مورد کولی‌ها گاه متفاوت بود. به‌طور کلی، به نظر می‌رسید که هدف آلمانی‌ها کولی‌های سرگردان یا «چرخشی» ("vagabundierende Zigeuner")، در مقایسه با جمعیت غیر سرگردان یا «با تحرک کم» بوده‌است؛ بنابراین، در تاریخ ۲۱ مه ۱۹۴۲، فرمانده اس‌اس در پلیس لیپایا و فرمانده اس‌اس اعدام ۱۶ کولی چرخشی را از منطقه هاسنپوت ثبت کردند. با این حال، این اسناد همیشه میان گروه‌های مختلف کولی‌ها تفاوت قائل نمی‌شدند، از این روی در ۲۴ آوریل ۱۹۴۲، آینزاتس‌گروپ A بدون شرح بیشتر گزارش داد که ۱٬۲۷۲ تن، از جمله ۷۱ کولی را کشته‌است.

## ۱۵–۱۷ دسامبر: «عملیات بزرگ»
بزرگترین کشتارهای لیپایا در سه روز از دوشنبه ۱۵ دسامبر تا چهارشنبه ۱۷ دسامبر ۱۹۴۱ روی داد. در ۱۳ دسامبر، Kurzemes Vārds دستور امیل دیدریچ، پلیس نازی در لیپایا را منتشر کرد، که از همه یهودیان شهر می‌خواست تا در روزهای دوشنبه، ۱۵ دسامبر و ۱۶ دسامبر ۱۹۴۱ درون محل اقامت خود بمانند. این دستور از مقر اس‌دی در ریگا صادر شده بود. اینکه آیا دستور توسط کوگلر دریافت شده بود یا معاون وی، رایشل، مورد مناقشه است، و بعدها هم کگلر و هم رایشل ادعا کردند که کوگلر در آلمان در مرخصی به سر می‌برده‌است. پلیس لتونی دستگیری یهودیان در شهر را از شب ۱۳ تا ۱۴ دسامبر آغاز کرد و آن‌ها را به زندان زنان برد و در حیاط آنجا محصور کرد. فضای کافی برای همه مردم نبود، بنابراین به آنها دستور داده شد که رو به دیوار بایستند، و حرکت نکنند، به دنبال اقوام نگردند یا به نگهبانانی نگاه نکنند که مردم را مورد ضرب و شتم قرار داده و با آنها وحشیانه رفتار می‌کردند. یک ساختمان چوبی قدیمی، یک گاراژ، انبار یا انبار اسب در ساحل اشکده وجود داشت. برخی از یهودیان عصر روز یکشنبه ۱۴ دسامبر به این ساختمان‌ها منتقل شدند.
پتریس گالینش، که از وی اطلاعات کمی در دسترس است جز آنکه در زمستان ۱۹۴۳ در روسیه کشته شد، مسئول محافظان لاتویایی بود و دستور داد تا تیمی ۲۰ نفره برای خدمت در ساعت ۵:۳۰ صبح در ۱۵ دسامبر حاضر شوند.
محل اعدام در ساحل شمال شهر و شمال انبار کوچک یا گاراژ بود که به عنوان محل نگهداری موقت قربانیان هنگام اجرای نوبت آنها مورد استفاده قرار گرفته بود. یک خندق در تپه‌های شنی کنده شده بود که به موازات ساحل امتداد داشت و طول آن حدود ۱۰۰ متر و عرض آن ۳ متر بود. ستون‌هایی از یهودیان در زندان زنان تشکیل شد و با نگهبانی به سمت محل کشتار حرکت کردند. نگهبانان لتونیایی بودند و آلمانی‌ها به عنوان ناظر عمل می‌کردند.
یهودیان پس از حضور در محل، در انبار اسکان داده شدند و در گروه‌های ۲۰ نفره در نقاط با فاصله ۴۰ یا ۵۰ متری از هم در خندق منتقل می‌شدند و در آنجا به آنها دستور داده می‌شد که رو به زمین بنشینند. سپس به گروه‌های ده نفره دستور ایستادن داده می‌شد و به جز از کودکان، ایشان می‌بایست لباس‌های خود را درمی‌آوردند. در همان حین که آنها را به گودال نزدیک می‌کردند، به آنها دستور داده شد که کاملاً برهنه شوند. بعدها یک نگهبان لتونیایی، بولوانس، شهادت داد که دو آلمانی را دیده‌است، اس‌اس-شارفورر («رهبر جوخه») کارل-امیل اشتروت و فیلیپ کراپ، که برای افرادی که توانایی حرکت نداشتند، از شلاق استفاده می‌کردند تا به گودال بروند.
تیراندازی‌های اصلی توسط سه یگان انجام شدند، یکی از آلمانی‌ها، یکی دیگر از مردان اس‌دس لتونیایی و دیگری از پلیس لتونی، که ظاهراً یکی تحت فرماندهی گالینش بود. قربانیان در امتداد لبه کنار دریا از خندق قرار گرفتند. روی آن‌ها در جهت مخالف قاتلانشان بود، که در سراسر خندق تیراندازی می‌کردند و برای هر قربانی دو فرد مسلح اختصاص داده شده بود. پس از شلیک اولیه، یک مرد اس‌دس آلمانی به درون خندق پایین می‌رفت، اجساد را بازرسی می‌کرد و هر کسی که زنده مانده بود، شلیک می‌کرد. هدف سقوط اجساد در خندق بود، اما همیشه این اتفاق نمی‌افتاد. از این روی، اعدام‌کنندگان «لگدزنی» داشتند که پس از هر گروه از قربانیان اقدام به پرتاب جسدهای کنار لبه خندق به درون آن می‌کرد. وظیفه این لگدزن این بود که به معنای واقعی کلمه لگد زدن، اقدام به غلتاندن یا پرت بردن اجساد به داخل گور باشد. گروهبان یوگیتیس از پلیس لتونی برای کمینه بخشی از کشتارها به عنوان لگدزن کار می‌کرد. هر تیم اعدام پس از کشتن ۱۰ مجموعه از قربانیان جای خود را به تیم دیگر می‌داد.
روشی مرسوم در میان فرماندهانی که به اعدام‌کنندگان دستور کشتار می‌دادند وجود داشت که در آن مصرف مشروبات الکلی، کمینه در میان اعضای جوخه‌های کشتار لتونیایی، تشویق می‌شد. در طی کشتارهای لیپایا، یک قوطی شیر پر از رام در کنار گودال‌های کشتار گذاشته شده بود. در حین اجرای حکم، افسران عالی‌رتبه ورماخت و کریگسمارینه از محل بازدید کردند.
لوکان، آجودان دسته ۷۰۷ام ضدهوایی دریایی، اعدام ۳۰۰ تا ۵۰۰ یهودی لیپایا را در زمستان توصیف کرد. وی ستونی از ۳۰۰ تا ۵۰۰ یهودی از هر سنی، زن و مرد، را دید که تحت مراقبت از کنار شعبه مرکزی واحد وی در شمال جاده ونتسپیلس رد می‌شدند. طول خندق ۵۰ تا ۷۵ متر، عرض ۲ تا ۳ متر و ژرفای حدود ۳ متر بود. لوکان تیراندازی را به چشم خود ندید، اما او و دیگر اعضای واحد وی مدت زیادی صدای شلیک تفنگ از سوی گودال را شنیدند. لوکان روز بعد به بازرسی از محل پرداخت:
روز بعد با چند نفر از اعضای واحد خودمان … سوار بر اسب به منطقه اعدام رفتیم. وقتی به تپه‌های گفته شده رسیدیم، می‌توانستیم دست‌ها و پاهای بیرون افتادهٔ یهودیان اعدامی را از گورهای ناکافی پر شده ببینیم. پس از مشاهده این‌ها، ما افسران یک گزارش کتبی به مقر خود در لیپایا فرستادیم. در نتیجه گزارش ما، یهودیان مرده به درستی با ماسه پوشانده شدند.
پس از تیراندازی، در ۳ ژانویه ۱۹۴۲، کوگلر به فریتس دیتریش، که در آن هنگام فرمانده اوردنونگس‌پولیتزای ریگا بود، گزارش داد که مردم محلی از اعدام‌ها کاملاً آگاه بودند و استقبال چندان خوبی صورت نگرفته‌است:
افسوس از سرنوشت یهودیان دائماً ابراز می‌شود؛ صداهای کمی در پشتیبانی از نابودی یهودیان شنیده می‌شوند. به همچنین، شایعه‌ای بیرون آمده‌است مبنی بر اینکه از اعدام‌ها به منظور داشتن مدارکی برای استفاده علیه شوتزمان‌شافت لتونیایی فیلمبرداری شده‌است. گفته می‌شود که این مدارک ثابت می‌کنند که اعدام‌ها توسط لتونیایی‌ها و نه آلمانی‌ها انجام شده‌اند.

## ناظران، عاملان، و عکس‌ها
بسیاری از اعدام‌های لیپایا توسط افراد دیگری غیر از عاملان و شرکت‌کنندگان نظاره شدند. کلی، درِسِن و ریس، در مطالعه خود دربارهٔ عاملان هولوکاست، به این نتیجه رسیدند که اعدام‌های مردمی «از بسیاری جهات یک جشنواره» بودند، و سربازان آلمانی مسافت زیادی را طی می‌کردند تا بهترین مکان‌ها را برای دیدن این تیراندازی‌های دسته‌جمعی بدست آورند. اعدام‌ها برای مدت طولانی ادامه یافتند و به نوعی «جهانگردی اعدام» تبدیل شدند. هیچ‌کس به زور ناچار به کشتن یهودیان نشده بود و کسانی نیز بودند که از این کار خودداری ورزیدند. برای این افراد هیچ اتفاق بدی رخ نمی‌داد و به ویژه هیچ‌کس به خاطر خودداری از کشتار به اردوگاه‌های کار اجباری فرستاده نشد. در بدترین حالت، کسانی که از دستور کشتن خودداری می‌ورزیدند، توسط فرماندهانشان به عنوان «ترسو» مورد سوءاستفاده قرار می‌گرفتند. این الگو در لیپایا نیز دنبال شد. برای نمونه، یک قایقران، کارکنان نیروی دریایی و کمینه یکصد سرباز ورماخت، ظاهراً طبق دستور، در یکی از اعدام‌ها حضور داشتند.
ریشارد وینر، که از کشتارهای آینزاتس‌گروپن عکس گرفته بود، برای عکاسی به محل کشتارهای ژوئیه یا اوت نیز رفت. وی سربازان آلمانی را یافت که در اطراف محل کشتار ایستاده بودند، نه به عنوان شرکت‌کننده، بلکه به عنوان تماشاچی. تصاویر متحرک توسط ریشارد وینر، هنگام مرخصی از سمت خود به عنوان گروهبان نیروی دریایی آلمان گرفته شدند. تیراندازی‌های دسامبر در اشکده توسط اس‌اس-شارفورر کارل-امیل اشتروت عکس گرفته شدند. این عکس‌ها تبدیل به شناخته‌شده‌ترین تصاویر از کشتار یهودیان در لتونی شدند و در آن‌ها تنها لتونیایی‌ها نشان داده شده‌اند. این عکس‌ها توسط داوید زیوکون، که به عنوان برقکار در دفتر اس‌دی در لیپایا کار می‌کرد، پیدا شدند. او هنگامی که مشغول تعمیر سیم‌کشی در آپارتمان یک آلمانی بود، چهار رول فیلم پیدا کرد. زیوکون فیلم را دزدید، از آن نمونه‌هایی ساخت، و نسخه‌های اصلی را پیش از اینکه به عدم وجودشان پی برده شود، برگرداند. وی سپس نمونه‌ها را در یک جعبه فلزی قرار داده و آنها را دفن کرد. پس از رانده شدن آلمانها از لتونی، زیوکون نمونه‌هایی را که بعدها در دادگاه‌های جنایات جنگی مورد استفاده قرار گرفتند و در موزه‌های جهان به نمایش درآمدند، بازیابی کرد. ازرگایلیس همچنین می‌گوید که این خود کوگلر بود که از کشتارها عکسبرداری کرده بود ، اما البته اگر کوگلر در مرخصی بوده باشد، نمی‌توانسته عکس‌ها را بگیرد. به دنبال تیراندازی در ماه دسامبر، جلادان بارها و بارها برای کشتار به ساحل اشکده بازگشتند و خندق را در امتداد تپه‌های شنی گسترش دادند تا جایی که گزارش شد طول آن یک کیلومتر شد. در سال ۱۹۴۳، گورها باز شده و کلر بر روی اجساد ریخته شد.

### عکس‌های کشتار دسامبر

گروهی از زنان یهودی به هم چپیده منتظر کشته شدن بر روی ساحل
زنان و کودکان می‌بایست پیش از اعدام لباس خود را درمی‌آوردند
محافظی لاتویایی زنان را به محل اعدام می‌برد
زنان یهودی پیش از تیرباران توسط نازی‌ها
درست پس از تیرباران، مرد «لگدزن» در تصویر اقدام به انداختن اجساد درون خندق می‌کند